# Uva Thomcord
La Uva Thomcord es un tipo de uva de mesa sin semilla e híbrida de la popular Thompson Seedless o uva Sultanina (una variante de Vitis vinifera), y la uva Concord  (una variante de Vitis labrusca ). Thomcord fue desarrollada en 1983, por los criadores de uvas de California, trabajando para el Servicio de Investigación Agrícola (ARS), una agencia del Departamento de Agricultura de los Estados Unidos (USDA), como parte de una prueba para entender mejor el procedimiento del cultivo de uva sin semilla. 
Su aromático sabor "labrusco" es similar al de la uva Concord, pero suavizado por el ligero y dulce sabor de la uva Thompson Seedless. Thomcord crece en climas calientes y secos, madura entre finales de julio y mediados de agosto, y tolera el oídio. Es una variedad productiva que rinde en promedio 15.1 kilogramos de uvas por vid, pero ha alcanzado a producir entre 30 y 32 kilogramos por vid en ensayos de cultivo. El peso de las bayas es entre 2.72 y 3.38 gramos, y tienen una piel medianamente gruesa de un tono azul-negro que se adhiere a la fruta, al contrario de la uva Concord que tiene una piel gruesa que puede deslizarse fácilmente de la pulpa. Las semillas rudimentarias del cuerpo de la fruta son relativamente pequeñas, pero más grandes que las semillas de la uva Thompson.
Esta planta no está restringida para propagación o distribución. El material de propagación libre de virus está disponible en Servicios de Planta de Fundación (FPS), en la Universidad de California en Davis, y su material genético está archivado en el Sistema Nacional para el Germoplasma. Después de 17 años de pruebas, fue declarada lista para su uso en 2003. Actualmente se encuentra disponible en supermercados.

## Descripción
La uva Thomcord es un híbrido de la uva Thompson Seedless (Vitis vinifera, o Sultanina), que es muy popular en los supermercados durante el verano, y de la uva con semilla, Concord (Vitis labrusca), comúnmente utilizada para hacer jugo de uva y gelatina. Es una uva de mesa regordeta, jugosa y sin semillas, ligeramente más firme que la uva Concord. La uva Thomcord tiene un color azul-negro por fuera, consistencia media, y una flor blancuzca. A diferencia de la uva Concord, cuya piel dura se separa fácilmente del fruto, la uva Thomcord tiene una piel más comestible que se aferra a la carne, al igual que la uva Thompson Seedless. Tiene un sabor aromático, similar al de la uva Concord ("labrusca"), aunque más liviano debido al dulce y suave sabor de la uva Thompson Seedless.
La uva Thomcord es adecuada para las condiciones de cultivo secas y calientes, más que la uva Concord y otros tipos de uva Concord sin semillas. Su adaptabilidad a climas calientes y secos se derivó de la uva Thompson. Crece bien en los viñedos de California, especialmente en el Valle de San Joaquín, justo como las uvas Thompson Seedless.  La planta es tolerante, pero no resistente al oídio. Es menos susceptible a los hongos, a diferencia que la uva Ruby Seedless, pero más susceptible que las variedades Marte, Venus, Niabell y la Cayuga Blanca.  Los hongos pueden afectar sus hojas, tallos, raquis (tallo del racimo) y bayas. La uva madura en el verano (mediados de temporada), entre finales de julio y mediados de agosto.
|                      | Color      | Tipo de piel             | Tipo de semilla | Tipo de semilla abortada | Condiciones de crecimiento | Perfil del sabor               |
| -------------------- | ---------- | ------------------------ | --------------- | ------------------------ | -------------------------- | ------------------------------ |
| Thompson sin semilla | Blanco     | Adherente, delgada       | Abortada        | Muy pequeña              | Clima caliente y seco      | Suave y dulce                  |
| Concord              | Azul       | Separable, gruesa y dura | Viable          | Sin semilla              | Gran humedad               | "Foxy"                         |
| Thomcord             | Azul-negro | Adherente, grosor medio  | Abortada        | Pequeña                  | Clima caliente y seco      | "labrusca", pero suave y dulce |

### Detalles de producción
La uva Thomcord es una variedad productiva, con un rendimiento comparable al de la uva Thompson Seedless. Cuando dos cordones (brazos) del viñedo son cosechados horizontalmente en hilos ("cosechados bilateralmente") y son podados para eliminar la mayor parte del crecimiento del año anterior, se cortan las ramas pequeña durante el invierno, y pueden producir hasta 13-16-35 kg (29 lb) por vid, o un promedio de 15.1 kg.  En 2002, viñas de uva Thomcord con la caña podada fueron significativamente más productivas que la uva Sovereign Coronation y fue comparable a la variedad de uva Venus, con un promedio de 21,3 kilogramos (46,95846138 lb) por pie de viña. A diferencia de la uva Thompson Seedless, que tiene el tamaño de su racimo adelgazado como una práctica normal de producción, la uva Thomcord no es adelgazada debido a su menor tamaño en el racimo. Los racimos de uva tienen un rango de peso entre 259 y 534 g (0.571 y 1.177 lb), en promedio 340 gramos (0,74957169142858 lb);[1] y una tensión media a suelta, es decir, que están "bien llenas" (los pedicelos individuales no son visibles fácilmente), y tienen una forma cónica con una pequeña ala.
En comparación con las bayas de la uva Thompson Seedless, las bayas de la uva Thomcord en peso y diámetro son más grandes, pero el grosor del racimo es similar. El tamaño de la baya varió entre 18,2 y 18,3 mm (0,72 y 0,72) y el diámetro varió entre 16,7 a 17,2 mm (0,66 a 0,68) en las pruebas entre 2001 y 2002. Las bayas pesan entre 2,72 y 3,38 g (0.096 y 0.119 oz), con un promedio de 2,85 gramos (0,1005326466542 oz) en 2002, que está a la par con las uvas Venus, pero más pesado que la uva Sovereign Coronation, y más aún que la uvaThompson Seedless. El tamaño de la fruta, no se ha podido demostrar que aumenta rodeando las viñas o mediante la aplicación de ácido giberélico cuando las bayas crecen.
Las semillas abortadas de la uva Thomcord son pequeñas, pero en algunos años pueden volverse esclerificadas (un engrosamiento y lignificación de las paredes de las células vegetales y la posterior desaparición de los protoplastos), haciéndolas más notorias dentro de la carne media-suave. Normalmente hay dos semillas abortadas por uva, que promedian entre 14 y 22.3 mg en 2001 y 2002. Esto varió en comparación con la uva Venus en función del año y la ubicación, fue comparable al de la uva Sovereign Coronation y fue significativamente menor que las variedades de uva Sovereign Rose y Saturno. Sin embargo, como sucede con los otros cultivares, fue consistentemente mayor que la uva Thompson Seedless, que tuvo la más pequeña de las semillas abortadas.

### Descripción vegetativa
Las hojas maduras de la viña tienen tres lóbulos con senos laterales superiores abiertos (espacios entre los lóbulos) de mediana profundidad. La vena principal es ligeramente más larga que el peciolo (manecilla adjuntada a las hojas del tallo) y el seno del peciolo abre ampliamente. Entre las venas, en la parte posterior de las hojas jóvenes y maduras, existen densos pelos que quedan contra la superficie. Los dientes en el borde de la lámina foliar es convexo en ambos lados, son de tamaño mediano y corto en relación con su anchura. Las hojas jóvenes son de color rojo cobre oscuro en la superficie superior.
Los brotes tienen al menos tres zarcillos consecutivos. Los retoños jóvenes están completamente abiertos y tienen muy densos pelos de pigmentación antociánica mediana que quedan contra la punta. El entrenudo del tallo joven es verde con franjas rojas en la parte frontal (dorsal) y verde sólido en el reverso (cara ventral).

## Historia
En 1983, el investigador en agricultura David W. Ramming y el técnico Ronald L. Tarailo—ambos criadores de uva californiana trabajando para la ARS, agencia científica de la USDA—combinaron Thompson Seedless y Concord con el objetivo de resolver un problema técnico sobre un proceso nuevo para la crianza de uvas sin semilla. Los investigadores querían demostrar que las plantas creadas desde un cultura de embrión eran derivados de huevos fertilizados (cigoto) en vez del tejido maternal (somático).  A partir de emasculaciones en 1231 (extracción de las partes masculinas de las plantas para controlar la polinización) de las Thompson Seedless, los investigadores produjeron 130 óvulos usando procedimientos de rescate de embrión.  Con esto, se desarrollaron 40 embriones y tres plántulas fueron plantadas. La plántula original de Thomcord fue plantada en 1984 en parcelas con la cooperación de la Universidad Estatal de California en Fresno. Fue después seleccionada en 1986 por Ramming y Tarailo, y probada en el Valle de San Joaquín bajo el nombre A29-67, después introducida como "Thomcord."
El nuevo híbrido fue probado y escaneado por 17 años antes de que fuera declarado listo para agricultores y jardineros, finalmente estuvo disponible el 11 de septiembre de 2003.  En 2008, empezaron las pruebas fuera de California.  Thomcord rápidamente se convirtió en un éxito en el mercado de los granjeros mientras estaba siendo probado, y teniendo presencia en la sección de fruta fresca del supermercado. Esto continuó con el largo éxito de la investigación en crianza de uvas de la ARS en California, la cual desarrolló uno de las uvas sin semilla más populares en el mercado como también uvas rojas, blancas y negras, variedades de hobby para los criadores profesionales desde 1923.
Aunque ha sido llamada "Favorita Sentimental" en el mercado agrícola, no se espera que sea una variedad importante en el mercado porque su sabor no es tan neutral como el de las uvas más populares, como la Thompson Seedless, Crimson Seedless y Flame Seedless. Sin embargo, Ramming predijo que podría convertirse en un artículo de especialidad, como las variantes Muscat, por su sabor distinguido, parecido al de la uva Concord. Debido a su fuerte recepción en el mercado agrícola, podría competir con las variantes Concord y Niabell en los mercados del este, según Ramming.

## Disponibilidad
En La Fundación de Servicios a Plantas, en la Universidad de California, Davis registró la Uva Thomcord y la encontró libre de virus. La FPS ofrece material certificado para la propagación libre de virus. La FPS también depositó material genético en el Sistema Nacional para el Germoplasma, que ofrece material para investigación, incluyendo desarrollo y comercialización de nuevos cultivos. El Servicio de Investigación Agrícola no ofrece la planta Thomcord para distribución.
La Uva Thomcord es variedad pública, por lo que su propagación y distribución no está restringida.